# فيرا لوبيز
فيرا لوبيز مواليد 1 أبريل 1982 في البرتغال، هي لاعبة كرة يد برتغالية تلعب كظهير أيسر. تلعب حاليا مع آي بي في وتحمل الرقم 8. فازت بالدوري البرتغالي لكرة اليد للسيدات في 2010 و2011.